# Der Alpdruck (Tschechow)

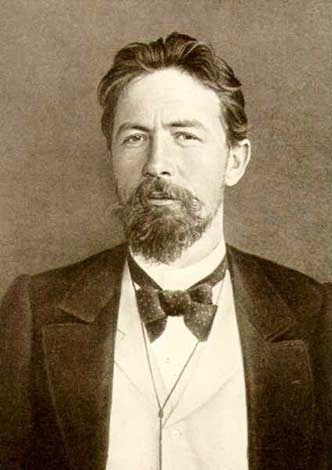
Anton Tschechow

Der Alpdruck (russisch Кошмар, Koschmar) ist eine Erzählung des russischen Schriftstellers Anton Tschechow, die am 29. März 1886 in der Nowoje wremja abgedruckt wurde.
Der Text wurde 1901 ins Finnische übersetzt (Painajainen).

## Inhalt
Der um die 30 Jahre alte Pawel Michailowitsch Bunin, im Semstwo seines Kreises für Bauernangelegenheiten zuständig, bestellt den 28-jährigen Geistlichen Vater Jakow Smirnow aus dem knapp acht Werst entfernten Sinkowo zu sich nach Borissowo. Bunin, der mit dem Kirchenmann kooperieren will, möchte zwar dessen ungepflegt-jämmerliche Erscheinung übersehen, behandelt den Vorgeladenen aber von oben herab. Bunin will, dass die Pfarrschule in Sinkowo endlich eröffnet wird. Vater Jakow spielt den Ball zurück: Dafür sind mindestens zweihundert Rubel erforderlich. Bunin hat das Geld nicht. Sein Gut wurde gepfändet. Während Bunin laut über die gemeinsamen nächsten Aufgaben nachdenkt, beobachtet er das Mienenspiel des schweigenden Geistlichen: ‚Gehört nicht zu den Klügsten. Ist ungewöhnlich schüchtern und einfältig‘, denkt Bunin und meint, vielleicht kann er der Obersten Kirchenleitung den Schwarzen Peter zuschieben. Vater Jakow verzieht zu solchem Ränkespiel keine Miene und genießt den servierten Tee. Als der Teetrinker einen Kringel stibitzt, fällt der Gastgeber aus allen Wolken und denkt: ‚Pfui! Welcher Bischof hat den Teegebäckdieb zum Priester geweiht? Wäre ich in Sinkowo der geistliche Hirte, dann hätte ich schon längst diese Schule eröffnet.‘
Bunin fährt am darauffolgenden Sonntag nach Sinkowo. Die Sache duldet keinen Aufschub. Er muss nach dem Rechten sehen. Zum Gottesdienst in der überalterten, unansehnlichen Holzkirche sind nur ein paar Kinder und alte Leute erschienen. Vater Jakow – in seinem abgeschabten Messgewand – zelebriert die Messe ohne Diakon. Der Vortrag Jakows erscheint dem Besucher insgesamt als in mancher Hinsicht kritikwürdig und läuft mit den Aktionen des anscheinend halb tauben Küsters kein bisschen synchron. ‚Mit dem religiösen Gefühl der Bauern geht es bergab. Kein Wunder bei solchen Popen!‘ meint der Besucher bei sich.
Nach der Messe sucht Bunin den Popen in seiner ärmlichen Bauernkate auf. Der Gast bittet um eine Tasse Tee. Die kann nicht kredenzt werden, denn es steht kein Samowar im Hause.
Wieder nach Borissowo heimgekehrt, denunziert Bunin den Vater Jakow beim Bischof brieflich als amtsuntauglichen Geistlichen. Anderntags spricht Vater Jakow bei Bunin zunächst vergeblich vor, doch er lässt sich nicht abweisen. Vater Jakow braucht unbedingt zehn Rubel monatlich. Das Geld möchte er seinem notleidenden Amtsvorgänger Vater Awraami geben. Als Schreiber Bunins will Vater Jakow sich das Geld verdienen. Bei dem Gespräch kommt heraus – nicht nur Vater Awraami, sondern auch Vater Jakow und seine Ehefrau leiden Hunger. Deshalb hat der Geistliche den Kringel für seine Frau heimlich mitgenommen.
Kunin erschrickt vor dem Elend und fast entfährt ihm ein Schrei. Als Vater Jakow weiter über die Armut in Sinkowo erzählt, kann das Bunin nicht mehr erhören und will helfen, will sein nächstes Gehalt, das er vom Semstwo erhalten wird – immerhin zweihundert Rubel – an diese dahinvegetierenden Leute verschenken. Aber damit wird es nicht getan sein, fürchtet Kunin.
Anton Tschechow schließt seine Erzählung: „Da fiel Kunin plötzlich die Denunziation ein, die er über Vater Jakow an den Bischof geschickt hatte, und er fuhr zusammen wie unter einem eiskalten Guß. Ein Gefühl unerträglicher Scham vor sich selbst und vor der unsichtbaren Wahrheit erfüllte sein Inneres …“

## Rezeption
Einige der zeitgenössischen russischen Rezensenten vergleichen Anton Tschechows Arbeit mit einer vier Jahre später erschienen Prosaarbeit Ignati Potapenkos, in der dieser russische Schriftsteller und Dramaturg ebenfalls offengelegt hat, wie der russische Dorfpriester gegen Ende des 19. Jahrhunderts sein Dasein fristet.

## Verwendete Ausgabe
- Der Alpdruck, S. 89–105 in Gerhard Dick (Hrsg.) und Wolf Düwel (Hrsg.): Anton Tschechow: Das schwedische Zündholz. Kurzgeschichten und frühe Erzählungen. Deutsch von Wolf Düwel. 668 Seiten. Rütten & Loening, Berlin 1965 (1. Aufl.)